# Euryproctus inferus
Euryproctus inferus är en stekelart som beskrevs av Thomson 1889. Euryproctus inferus ingår i släktet Euryproctus och familjen brokparasitsteklar. Arten är reproducerande i Sverige. Inga underarter finns listade i Catalogue of Life.